# Grand Hotel (TV-serie, 2019)
Grand Hotel är en amerikansk dramaserie från 2019. Serien är skapad av Brian Tanen som även medverkat i manusskrivandet. Serien är baserad på den spanska TV-serien med samma namn (spanska: Gran Hotel). Första säsongen består av 13 avsnitt och den svenska premiären är planerad till den 22 juni 2020 på Viaplay.

## Handling
Serien kretsar kring det familjeägda hotellet i Miami Beach där tittarna får följa livet bland såväl ägare som hotellets personal.

## Rollista (i urval)
- Demián Bichir - Santiago Mendoza
- Roselyn Sanchez - Gigi Mendoza
- Denyse Tontz - Alicia Mendoza
- Bryan Craig - Javi Mendoza
- Wendy Raquel Robinson - Helen "Mrs. P" Parker
- Lincoln Younes - Danny
- Shalim Ortiz - Mateo
- Anne Winters - Ingrid
- Chris Warren - Jason Parker